# Liste des lieux patrimoniaux du comté d'Albert
Cet article recense les lieux patrimoniaux du comté d'Albert inscrit au répertoire des lieux patrimoniaux du Canada, qu'ils soient de niveau provincial, fédéral ou municipal.

## Liste des lieux patrimoniaux
- Haut – A
- B
- C
- D
- E
- F
- G
- H
- I
- J
- K
- L
- M
- N
- O
- P
- Q
- R
- S
- T
- U
- V
- W
- X
- Y
- Z

| [ 1 ] | Lieu patrimonial                              | Illustration                  | Communauté              | Adresse                 | Coordonnées        | No    | Constr.     | Prot.       | Rec. | Notes |
| ----- | --------------------------------------------- | ----------------------------- | ----------------------- | ----------------------- | ------------------ | ----- | ----------- | ----------- | ---- | ----- |
| F     | Édifice de l'administration                   | Édifice de l'administration   | Alma                    |                         | 45.5943 -64.9504   | 10096 | 1949        | ÉFP reconnu | 1988 |       |
| F     | Pavillon de bain et piscine d'eau salée       | Téléverser                    | Alma                    | 51, chemin Point Wolfe  | 45.5906 -64.9527   | 13090 | 1950        | ÉFP reconnu | 2005 |       |
| F     | Résidence du directeur du parc                | Téléverser                    | Alma                    |                         | 45.5922 -64.9514   | 10055 | 1949        | ÉFP reconnu | 1991 |       |
| P     | Site des mines Albert                         | Téléverser                    | Hillsborough (paroisse) | Chemin Old Albert Mines | 45.88528 -64.68979 | 9423  |             | LPP         | 1998 |       |
| L     | Ancien bureau de poste de Hillsborough        | Téléverser                    | Hillsborough (village)  | 2852, rue Main          | 45.92325 -64.64608 | 13983 | 1913        | LHL         | 2009 |       |
| L     | Bureau de l'Albert Manufacturing Co.          | Téléverser                    | Hillsborough (village)  | 2849, rue Main          | 45.92298 -64.64536 | 18370 | 1907        | LHL         | 2009 |       |
| L     | Champ de bataille acadien                     | Téléverser                    | Hillsborough (village)  | 2861, rue Main          | 45.92235 -64.64474 | 18123 |             | LHL         | 2009 |       |
| L     | Cimetière des pionniers de Hillsborough       | Téléverser                    | Hillsborough (village)  | 2807A, rue Main         | 45.92588 -64.64726 | 18167 | 1919        | LHL         | 2010 |       |
| L     | Domaine Taylor                                | Téléverser                    | Hillsborough (village)  | 23, allée Taylor        | 45.91342 -64.64136 | 16404 | 1786        | LHL         | 2010 |       |
| L     | Église anglicane Saint Mary's                 | Église anglicane Saint Mary's | Hillsborough (village)  | 39, rue Mill            | 45.92479 -64.64409 | 16641 | 1889        | LHL         | 2009 |       |
| L     | Église baptiste de la Vallée                  | Téléverser                    | Hillsborough (village)  | 3039, rue Main          | 45.90848 -64.63522 | 16394 | 1871        | LHL         | 2009 |       |
| L     | Église unie de Hillsborough                   | Téléverser                    | Hillsborough (village)  | 2891, rue Main          | 45.91946 -64.64365 | 16524 | 1862        | LHL         | 2009 |       |
| L     | Ferme Wallace                                 | Téléverser                    | Hillsborough (village)  | 2908, rue Main          | 45.91855 -64.6437  | 16161 | 1884        | LHL         | 2009 |       |
| L     | Gîte touristique Victoriana Steeves Homestead | Téléverser                    | Hillsborough (village)  | 57, rue Pleasant        | 45.92403 -64.65017 | 16504 | 1860        | LHL         | 2010 |       |
| L     | Hillsborough Fashions                         | Téléverser                    | Hillsborough (village)  | 2803, rue Main          | 45.92655 -64.64786 | 18181 | 1875        | LHL         | 2010 |       |
| L     | Immeuble de commerce Jordan Steeves           | Téléverser                    | Hillsborough (village)  | 2848, rue Main          | 45.9236 -64.64626  | 16354 | 1907        | LHL         | 2009 |       |
| L     | Maison Allison Peck                           | Téléverser                    | Hillsborough (village)  | 2832, rue Main          | 45.92483 -64.6472  | 18369 | 1870        | LHL         | 2010 |       |
| L     | Maison Christian Steeves                      | Téléverser                    | Hillsborough (village)  | 45, rue Pleasant        | 45.9243 -64.64999  | 16382 | 1840        | LHL         | 2009 |       |
| L     | Maison de l'honorable John Lewis              | Téléverser                    | Hillsborough (village)  | 2889, rue Main          | 45.91965 -64.64329 | 17561 | 1865        | LHL         | 2009 |       |
| L     | Maison Dr-Jump                                | Téléverser                    | Hillsborough (village)  | 2826, rue Mian          | 45.92527 -64.64846 | 18164 | 1875        | LHL         | 2010 |       |
| L     | Maison du capitaine William Irving            | Téléverser                    | Hillsborough (village)  | 2792, rue Main          | 45.92785 -64.64948 | 16343 | 1848        | LHL         | 2009 |       |
| L     | Maison du capitaine Wood                      | Téléverser                    | Hillsborough (village)  | 2819, rue Main          | 45.92544 -64.64692 | 18372 | 1862        | LHL         | 2010 |       |
| L     | Maison John Peck                              | Téléverser                    | Hillsborough (village)  | 15, rue Pleasant        | 45.92494 -64.64832 | 18166 | 1919        | LHL         | 2010 |       |
| L     | Maison Jordan Steeves                         | Téléverser                    | Hillsborough (village)  | 2838, rue Main          | 45.92446 -64.6468  | 16345 | 1855        | LHL         | 2009 |       |
| L     | Maison Richard A. Gross                       | Téléverser                    | Hillsborough (village)  | 2834, rue Main          | 45.9247 -64.64712  | 18371 | 1842        | LHL         | 2010 |       |
| L     | Maison Richard-Steeves                        | Téléverser                    | Hillsborough (village)  | 2812, rue Main          | 45.9262 -64.64839  | 18161 | 1855        | LHL         | 2009 |       |
| P     | Maison Steeves                                | Maison Steeves                | Hillsborough (village)  | 40, rue Mill            | 45.92525 -64.64383 | 13983 | 1812        | LPP         | 2009 |       |
| L     | Maison Willy Duffy                            | Téléverser                    | Hillsborough (village)  | 3, allée Duffy          | 45.92668 -64.64893 | 16405 | 1895        | LHL         | 2009 |       |
| L     | Musée ferroviaire du Nouveau-Brunswick        | Téléverser                    | Hillsborough (village)  | 2847, rue Main          | 45.92315 -64.64468 | 18394 | 1877        | LHL         | 2009 |       |
| L     | Rose Arbor                                    | Téléverser                    | Hillsborough (village)  | 2835, rue Main          | 45.92409 -64.64621 | 16357 | 1887        | LHL         | 2010 |       |
| L     | Salle du Souvenir Peck                        | Téléverser                    | Hillsborough (village)  | 2820, rue Main          | 45.92595 -64.64777 | 16501 | 1921        | LHL         | 2010 |       |
| P     | École régionale Riverside                     | École régionale Riverside     | Riverside-Albert        | 90, rue Water           | 45.74799 -64.73146 | 2207  | 1905        | LPP         | 1997 |       |
| P     | Manoir Victoria                               | Téléverser                    | Riverside-Albert        | Rue Maple               | 45.75249 -64.72576 | 3205  | 1893        | LPP         | 1997 |       |
| P     | Église unie Coverdale                         | Téléverser                    | Riverview               | 1174, chemin Coverdale  | 46.04582 -64.86535 | 5734  | 1865 (vers) | LPP         | 1983 |       |